# Possumovití
Possumovití (Pseudocheiridae) jsou čeledí vačnatců z řádu dvojitozubců, v šesti rodech čítají asi 17 druhů. Vyskytují se převážně v Austrálii a na Nové Guineji. Byli klasifikováni do jedné čeledi spolu s vakoveverkovitými. I přesto, že je zde úzký fylogenetický vztah, odlišují se především tvarem zubů. Possumovití mají ostré selenodontní zuby, což znamená, že jejich zubní korunky jsou zpevněné lištami a záhyby sklovin. Zatímco vakoveverkovití mají zaoblenější zuby s malými hrbolky.
Possumovití jsou převážně stromoví býložraví vačnatci s hustou srstí. Většina possumovitých má chápavý ocas. Jsou to středně velká zvířata, váží od 0,5 do 2 kg. Stejně jako ostatní členové řádu dvojitozubců jsou syndaktilní a diprodontní. Vak je velký a je obrácený otvorem dopředu, odchovávají jen malý počet mláďat.
Vakovec létavý má osrstěnou létací blánu mezi lokty a zadníma nohama, čímž se liší od vakoveverkovitých, kteří mají blánu až po zápěstí.

## Rody
Čeleď zahrnuje podčeledi a rody:
podčeleď Hemibelideinae – possumové krátkohlaví
- rod Hemibelideus Collett, 1884 – possum
- rod Petauroides Thomas, 1888 – vakovec

podčeleď Pseudocheirinae – possumové dlouhoocasí
- rod Petropseudes Thomas, 1923 – possum
- rod Pseudocheirus Ogilby, 1837 – possum
- rod Pseudochirulus Matschie, 1915 – possum

podčeleď Pseudochiropsinae – possumové krátkoocasí
- rod Pseudochirops Matschie, 1915 – possum